# Garnya Cove
Die Garnya Cove (englisch; bulgarisch залив Гърня saliw Garnja) ist eine 1,15 km lange und 1,2 km breite Bucht an der Ostküste von Robert Island im Archipel der Südlichen Shetlandinseln. Sie liegt zwischen dem Smirnenski Point im Nordwesten und dem Perelik Point im Südosten.
Bulgarische Wissenschaftler kartierten sie 2009. Die bulgarische Kommission für Antarktische Geographische Namen benannte sie 2012 nach der Ortschaft Garnja im Norden Bulgariens.